# Horst Dittrich (Schauspieler)

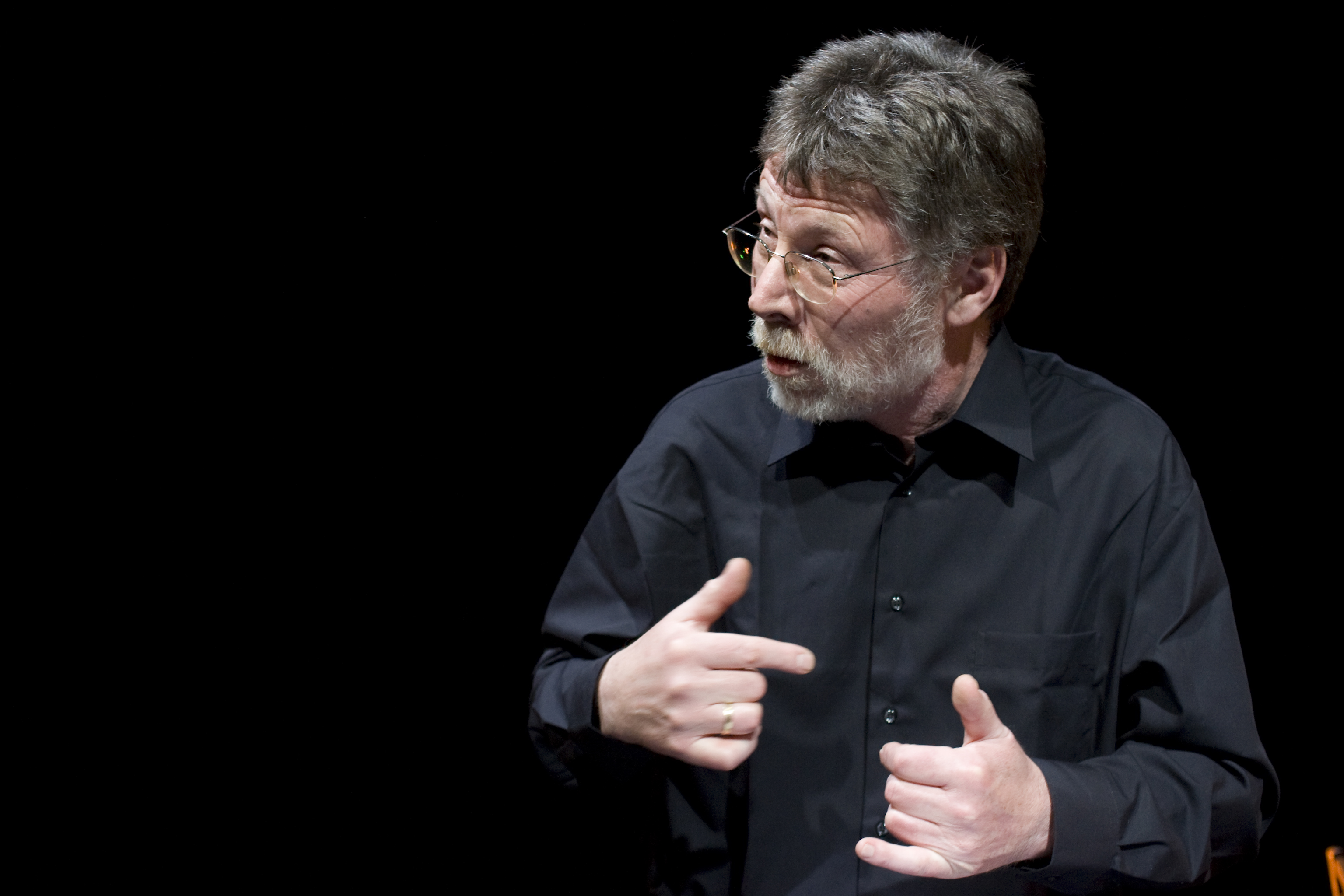
Horst Dittrich

Horst Dittrich (* 11. November 1947 in Wels, Österreich, gest. 25. März 2024 in Salzburg, Österreich) war ein gehörloser österreichischer Schauspieler und Übersetzer für Gebärdensprache.

## Leben und Wirken
Dittrich besuchte die Gehörlosenschule und die Gewerbliche Berufsschule in Linz und schloss eine Schriftsetzerlehre (Graphiker und Schriftsetzer) ab. Von 1986 bis 2001 war er Vizepräsident der Österreichischen Gehörlosenbundes und Vertreter Österreichs bei Konferenzen der Europäischen Gehörlosen Union European Union of the Deaf (EUD). Von 1990 bis 2001 war er Chefredakteur der Österreichischen Gehörlosenzeitung. Von 1993 bis 1995 fungierte er als Kommissionsleiter für Menschenrechte im Weltverband der Gehörlosen World Federation of the Deaf (WFD).
1993 entstand auf seine Mitinitiative die Idee, Theater mit gehörlosen, hörbehinderten und hörenden Schauspielern bei ARBOS – Gesellschaft für Musik und Theater für  gehörloses, hörbehindertes und hörendes Publikum zu spielen. Deshalb machte er von 1993 bis 1999 eine Ausbildung zum professionellen Schauspieler. Seit 1999 arbeitet er an Übersetzungen von Theaterstücken und literarischen Texten in die Österreichische Gebärdensprache (ÖGS). Ab 2001 war er Vorstandsmitglied bei ARBOS für Gehörlosentheater. Über den Prozess des literarischen Übersetzens in Gebärdensprache leitete er 2009 das Seminar „Deutsche Sprache – Österreichische Gebärdensprache“ in Salzburg.

## Künstlerisches Wirken
Als Übersetzer hat Horst Dittrich folgende literarische Werke in Österreichische Gebärdensprache übersetzt:
- Die Fremden von Dževad Karahasan 2001
- Ich heirate heute von Daniil Charms 2001
- Historischer Einschnitt von Daniil Charms 2001
- Streit von Daniil Charms 2001
- Tick! Tick! Tick! von Daniil Charms 2001
- Der Sündenfall oder Die Erkenntnis des Guten und des Bösen von Daniil Charms 2001
- Der Mathematiker und Andrej Semënovič von Daniil Charms 2001
- Vier Illustrationen dazu, wie eine neue Idee den Menschen umwirft, wenn er nicht auf sie vorbereitet ist von Daniil Charms 2001
- Die Schamlosen Oper in vier Akten von Daniil Charms 2001
- Mißglückte Vorstellung von Daniil Charms 2001
- Schnee und Tod von Dževad Karahasan 2002
- Steine in den Taschen von Marie Jones 2003
- Fabeln von Äsop und Phaedrus 2003
- Der Adler von Gotthold Ephraim Lessing 2003
- Das Märchen von der Großmutter aus Woyzeck von Georg Büchner 2003
- Vor dem Gesetz von Franz Kafka 2003
- Sonette von William Shakespeare 2004
- Der Tod des Empedokles von Friedrich Hölderlin 2005
- Abendphantasie von Friedrich Hölderlin 2005
- Sonnenuntergang von Friedrich Hölderlin 2005
- Der Frühling von Friedrich Hölderlin 2005
- In der Strafkolonie von Franz Kafka 2005
- Katastrophe von Samuel Beckett 2006
- Winterreise von Wilhelm Müller 2007/2008
- Die Landkarten der Schatten von Dževad Karahasan 2009
- Erklärung der Menschen- und Bürgerrechte 2010
- Der Fahrgast von Franz Kafka 2010
- Manifest der Novembergruppe 2011
- Es war einmal ... Es wird einmal ... 2011/2012
- Himmel auf Erden Eine Art Lustspiel und Stück Unschuldsvermutung mit Vorspiel, Hauptakt und einem Nachspiel. 2012[2]
- Hell und Dunkel / Light And Darkness von Laura Bridgman 2011
- Gestern / Yesterday von Marie Heurtin 2012
- Freiheit / Liberty von Helen Keller 2022
- Die Vergangenheit und die Zukunft / The Past And The Future von Mary Ann Moore 2023
- Musikalische Schwingungen für Gehörlose / Musical Vibrations For The Deaf von Sarah Harvey Porter 2024

Als Schauspieler hat Horst Dittrich in folgenden Theaterstücken mitgewirkt:
- Die Sprache im Raum von Herbert Gantschacher
- Sprechproben von Herbert Gantschacher
- Das Mündel will Vormund sein von Peter Handke
- Theaterfallen von Daniil Charms
- Schnee und Tod von Dževad Karahasan
- Dialog über die Grenzen – Dialoge ohne Worte – Fabeln, Märchen und andere Geschichten nach Äsop, Phädrus, Lessing, Büchner, Kafka
- Der Tod des Empedokles Fragmente eines Trauerspiels von Friedrich Hölderlin, für die Bühne von Dževad Karahasan und Herbert Gantschacher
- Winterreise Liederzyklus von Franz Schubert nach Gedichten von Wilhelm Müller
- Die Landkarten der Schatten von Dževad Karahasan
- Über das Marionettentheater von Heinrich von Kleist
- Erklärung der Menschen- und Bürgerrechte von 1789 choreographisches Theater von Juho Saarinen
- Himmel auf Erden Eine Art Lustspiel und Stück Unschuldsvermutung mit Vorspiel, Hauptakt und einem Nachspiel von Herbert Gantschacher. 2012[2]

## Über Gehörlosentheater
In seinem Text Was Sie über Gehörlosentheater wissen müssen schreibt Horst Dittrich:
„Gehörlosentheater ist eine eigene Form des Theaters, gleichberechtigt neben anderen Theaterformen. Professionelles Gehörlosentheater ermöglicht es professionellen gehörlosen Künstlern gleichberechtigt auf der Bühne ihre Formen von Theater zu zeigen. Es gibt verschiedenste Formen des Gehörlosentheaters wie Theater in Gebärdensprache mit gehörlosen Schauspielern, Theater in Gebärdensprache mit gehörlosen und hörenden Schauspielern, visuelles choreographisches Theater (ausgehend von Gebärden, die wunderbar visuell zu choreographieren sind), visuelle Musik, physisch über Schwingungen erlebbare Musik, Bewegungstheater, Tanztheater und ‚Story-Telling‘ (letztere ist eine Theaterform, die es nur im Gehörlosentheater gibt, gehörlose Schauspieler spielen dramatische Miniaturen in Gebärdensprache). Die Gebärdensprache verwendet Mimik, Gestik und Hände. In jedem Land der Welt gibt es eine eigene Gebärdensprache (auch mit regionalen Dialekten wie in jeder Sprache). Jede Gebärdensprache hat eine eigene Grammatik. Diese Grammatik ist in allen Gebärdensprachen ähnlich. Es gibt auch eine eigene Österreichische Gebärdensprache, die sich von der Deutschen Gebärdensprache durch unterschiedliche Gebärden (= ‚Worte‘) deutlich absetzt (in Österreich gibt es 500.000 hörbehinderte und 10.000 von Geburt an gehörlose Menschen). Darüber hinaus gibt es auch ‚International Signs‘, das sind eine bestimmte Anzahl von Gebärden, die zur Kommunikation zwischen Gehörlosen aus verschiedenen Ländern verwendet werden (ähnlich dem Esperanto, das ja auch eine künstliche Sprache ist). Als visuelle ‚Sprache im Raum‘ ist die Gebärdensprache der Gehörlosen die beste Theatersprache der Welt.“

## Preise
- Europasiegel 2002 für innovative Sprachenprojekte[6][7]
- UNESCO-Preis 2012 für die Visuelle Theater-Bibliothek wegen „Entwicklung der Menschenrechte für Alle“[8]